# Shamarh Brooks

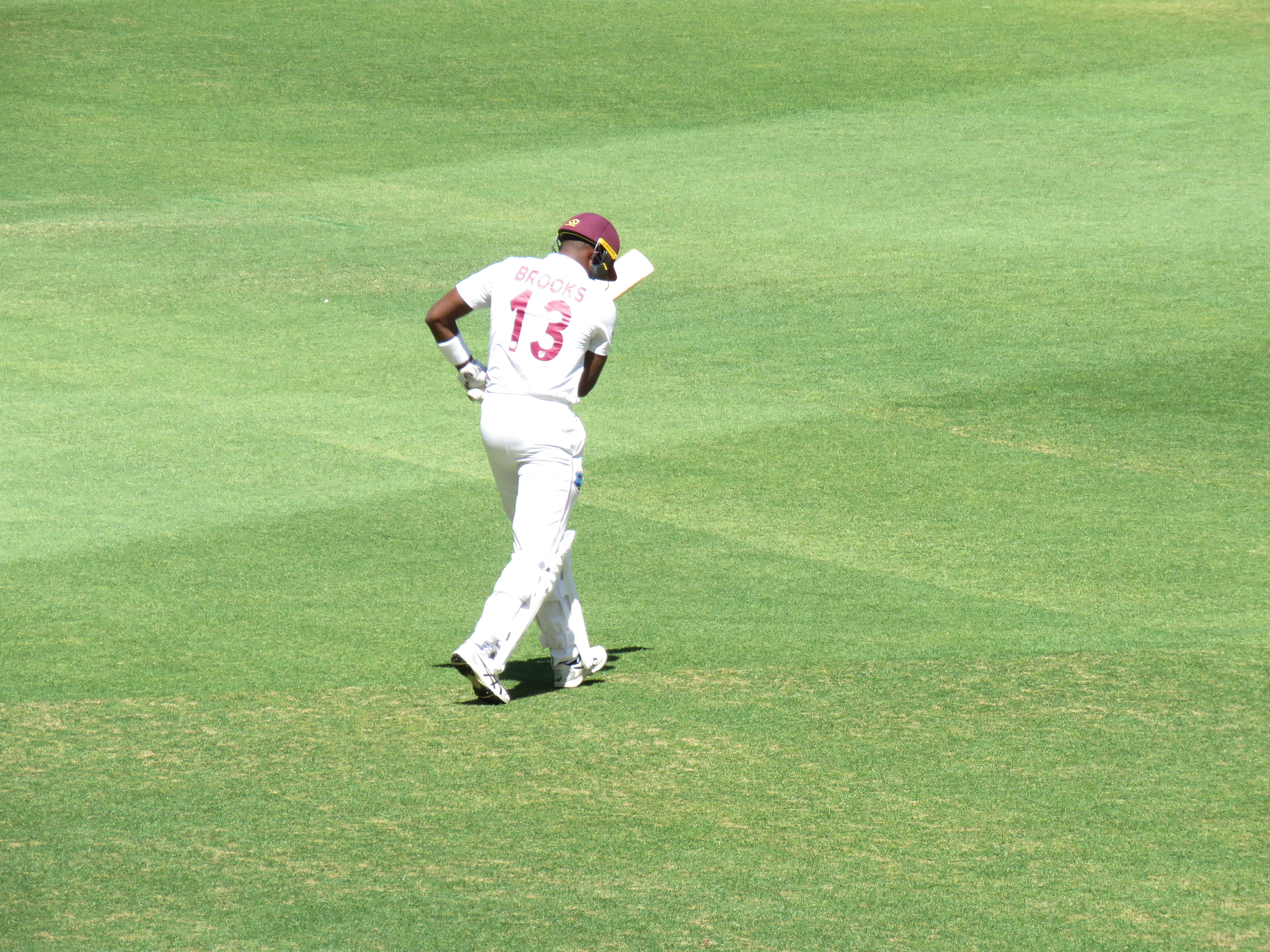
Shamarh Shaqad Joshua Brooks (2022)

Shamarh Shaqad Joshua Brooks (* 1. Oktober 1988 in Saint Michael, Barbados) ist ein barbadischer Cricketspieler, der seit 2019 für das West Indies Cricket Team spielt.

## Kindheit und Ausbildung
Brooks war Kapitän der west-indischen Vertretung beim ICC U19-Cricket-Weltmeisterschaft 2008.

## Aktive Karriere
Sein First-Class-Debüt gab er im Jahr 2007 für Barbados. Im Jahr 2012 wurde er aus dem Team gestrichen, da er in seiner Karriere bis dahin nur ein Fifty erreichen konnte. Ab 2015 war er wieder im Team vertreten und absolvierte auf Grund guter Leistungen ein Tour Match gegen Australien. Er stieg im Jahr 2018 zum Kapitän der West Indies A-Mannschaft auf und spielte sich so ins Blickfeld der Nationalmannschaft. Sein Test-Debüt für die Nationalmannschaft absolvierte er bei der Tour gegen Indien im August 2019 und erzielte in seinem zweiten Spiel ein Half-Century über 50 Runs. Im November 2019 erreichte er mit 111 Runs aus 214 Bällen gegen Afghanistan sein erstes Century. Im Saison 2020 erzielte er gegen England im zweiten Test zwei Fifties (68 und 62 Runs). Daraufhin wurde er zunächst aus dem Kader gestrichen.
Seinen Weg zurück fand er im August 2021, als er für die Tour gegen Pakistan nominiert wurde. Im Dezember 2021 gab er dann sein Twenty20-Debüt in Pakistan. Im Januar 2022 gab er dann auch sein ODI-Debüt gegen Irland und konnte dabei ein Half-Century über 93 Runs erzielen und wurde dafür als Spieler des Spiels ausgezeichnet. Im Saison 2022 erreichte er bei der ODI-Serie in den Niederlanden zunächst ein Fifty über 60 Runs und dann ein Century über 101* Runs aus 115 Bällen. Daraufhin reiste er mit den West Indies nach Pakistan und konnte dort ebenfalls ein Fifty (70 Runs) in den ODIs erzielen. Im August erreichte er dann gegen Neuseeland ein jeweils ein Half-Century in den Twenty20s (56* Runs Runs) und ODIs (79 Runs) und wurde für letzteres als Spieler des Spiels ausgezeichnet.